# 尼奧紹號監視艦 (1863年)
尼奧紹號（USS Neosho）是尼奧紹級內河監視艦的1號艦，也是第1艘以尼奧紹河為名的美國海軍船艦。尼奧紹號為單煙囪，木造船身，外覆鐵板的內河監視艦，在南北戰爭期間擔任聯邦軍封鎖邦聯水域的任務。

## 建造
尼奧紹號是由詹姆士·艾德斯（James B. Eads）所設計，1862年中在艾德斯所擁有的聯合鐵工廠放置龍骨，1863年5月13日成軍，首任艦長為約翰·菲比格（John C. Febiger）中校。尼奧紹號與姐妹艦奧塞治號（USS Osage）是第一種包覆俗稱「龜甲」的鐵殼內河戰艦，也是唯一一種採用船艉明輪推進的監視艦。此外，極低的乾舷對她們在近岸戰鬥中也有很大的幫助。

## 南北戰爭

### 密西西比河行動
尼奧紹號於1863年7月14日離開伊利諾州開羅市，在8月6日抵達密西西比州的維克斯堡（Vicksburg），負責巡弋密西西比河，以阻止邦聯騎兵與砲兵對聯邦交通線的騷擾與攻擊。12月8日，邦聯岸基砲台攻擊1艘商船亨利·封·普勒號（Henry Von Phul），尼奧紹號與友艦辛格號（USS Signal）前往援助，除保護了商船外，其火力也讓摧毀了砲台。

### 紅河行動
1864年3月12日至5月22日，尼奧紹號加入了由大衛·波特（David D. Porter）少將所指揮的紅河遠征隊，其目的是希望能在德州建立聯邦的基地。雖然遠征隊並未達成目標，而且沒有陸軍部隊的支援，但遠征隊最後還是可以全身而退。
結束紅河行動後，尼奧紹號參加了6月份砲轟路易斯安納州西姆斯波特（Simmesport）附近的邦聯砲台，與12月份在田納西州坎伯蘭河上的類似行動。

## 戰後
尼奧紹號在1865年7月23日除役，並儲藏在伊利諾州蒙特城（Mound City）。尼奧紹號在1869年連續兩次改名，分別在6月15日改名雌狐號（USS Vixen），8月2日改名奧西奧拉號（USS Osceola）。1873年8月17日售與大衛·坎貝爾（David Campbell）。

## 外部連結
Neosho （页面存档备份，存于）－Dictionary of American Naval Fighting Ships

USS Neosho (1863-1873) （页面存档备份，存于）－Naval Historical Center